# Задерацкий, Всеволод Всеволодович
Всеволод Всеволодович Задерацкий (род. 9 июня 1935, Ярославль) — российский музыковед, видный музыкально-общественный деятель, профессор Московской государственной консерватории им. П. И. Чайковского. Заслуженный деятель искусств Российской Федерации (1999), лауреат Государственной премии Российской Федерации (2004), заместитель председателя Союза композиторов России, художественный руководитель Академии музыки «Новое передвижничество».

## Биография
В. В. Задерацкий родился в семье композитора и пианиста Всеволода Петровича Задерацкого. Окончил историко-теоретический и фортепианный факультеты Львовской консерватории, аспирантуру Московской консерватории (руководитель — проф. В. В. Протопопов). Защитил кандидатскую («Полифония в инструментальных произведениях Д. Шостаковича») и докторскую («Полифоническое мышление И. Стравинского») диссертации.
Преподавал теоретические дисциплины в Львовской консерватории, в 1961—1967 — в Новосибирской консерватории, в 1967—1980 — в Киевской консерватории (в 1968—1977 был проректором по научной работе). С 1980 преподаёт в Московской консерватории, до 1990 — на кафедре теории музыки (в 1981—1988 — декан теоретико-композиторского факультета), затем на композиторском факультете. Профессор.
В 1980-е годы был главным экспертом с советской стороны по организации масштабных фестивалей совместно с ФРГ, работал в аппарате Союза композиторов СССР в должности председателя комиссии музыкознания и критики. С 1990 — вице-председатель и секретарь Союза композиторов России.
Автор идеи художественно-просветительской программы «Новое передвижничество», за осуществление которой был удостоен Государственной премии России (2004). Этот общенациональный проект продолжается и сейчас.
Среди изданных книг — «Полифония в инструментальных произведениях Д. Шостаковича», «Полифоническое мышление Стравинского», учебник в двух томах «Музыкальная форма». В июле 2009 в издательстве «Композитор» вышла книга В. В. Задерацкого об отце — «Per aspera».
Написал исследования о полифонический технике Шостаковича, Стравинского, Хиндемита, Мессиана, монументальные работы по проблемам музыкальной формы, а также очерки, связанные с вопросами украинского музыкального творчества, исполнительства и культурологии. Работы В. В. Задерацкого публиковались в Германии, Польше, Болгарии, Словакии, США, Англии, Италии и Франции.